# Zumatrichia longispina
Zumatrichia longispina är en nattsländeart som beskrevs av Bueno-soria 1983. Zumatrichia longispina ingår i släktet Zumatrichia och familjen smånattsländor. Inga underarter finns listade i Catalogue of Life.